# Sylvia Gabelmann

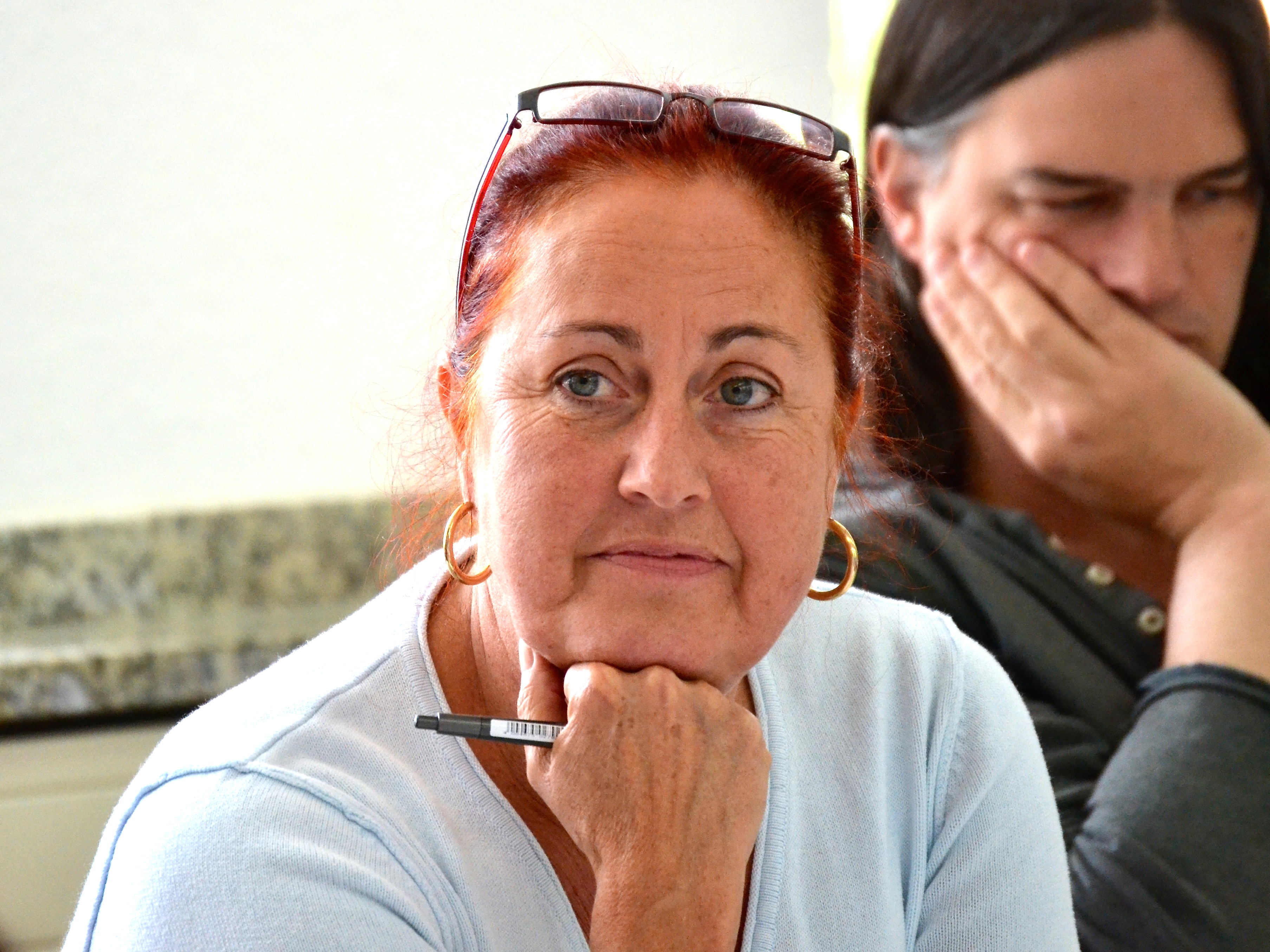
Sylvia Gabelmann

Sylvia Gabelmann (nascida em 7 de setembro de 1958) é uma política alemã. Nasceu em Bad Homburg vor der Höhe, Hesse, e representa a Esquerda. Sylvia Gabelmann é membro do Bundestag do estado da Renânia do Norte-Vestfália desde 2017.

## Vida
Sylvia Gabelmann terminou a escola em 1977 com o Abitur. Ela formou-se primeiro como assistente de farmácia e depois estudou farmácia na Universidade de Frankfurt am Main, graduando-se em 1986. Trabalhou nesta profissão até 2002. Ela tornou-se membro do Bundestag após as eleições federais alemãs de 2017. Ela é membro do Comité de Saúde e é porta-voz do seu grupo sobre política farmacêutica e direitos dos pacientes.